# Lihi Lapid
Lihi Lapid (hebrejsky ליהיא לפיד‎‎; * 12. května 1968 Arad) je izraelská spisovatelka, sociální aktivistka a novinářka. Je manželkou izraelského premiéra Ja'ira Lapida.

## Životopis
Narodila se v Aradu jako Lihi Man Telmě a Refa'elu „Rafi“ Manovým, vnukovi rabína Moše Avigdora Ami’ela. Její dědeček z matčiny strany opustil Polsko a emigroval do Země izraelské krátce před holokaustem. Celá jeho rodina zahynula. V devíti letech se s rodinou přestěhovala z Aradu do Ramat ha-Šaron, kde její rodiče provozovali obchod s uměleckými předměty a judaiky. Středoškolská studia dokončila na škole Telma Jelin, obor plastické umění.
V letech 1986–1988 sloužila v Izraelských obranných silách (IOS) jako fotografka pro týdeník ba-Machane. Po propuštění z IOS studovala fotografii na umělecké škole Kamera Obskura a poté studovala literaturu a poezii na Fakultě humanitních věd Telavivské univerzity, kde však studium nedokončila.
Pracovala jako fotografka pro Ha'arec a Ma'ariv.
V letech 2003–2019 psala sloupky pro Jedi'ot takšoret, v nichž se věnovala mnoha oblastem života z osobního pohledu ženy a matky.
Vydala 13 knih, včetně knih pro děti, kuchařských knih a románů.
V létě 2003 uváděla nový pořad na kanálu 2. Pořad ověřoval stereotypy o izraelských mužích. Přestože byla požádána o účast v dalších dílech, odmítla.
Od roku 2016 je prezidentkou neziskové organizace SHEKEL, která provozuje chráněné dílny a terapeutická centra pro osoby se speciálními potřebami.
V roce 2021 uspořádala společnou show s Danou Berger.

## Osobní život
Během vojenské služby se seznámila se svým budoucím manželem Ja'irem Lapidem, za kterého se později provdala. Mají spolu syna a dceru, která trpí autismem, a žijí v Ramat Aviv Gimel v Tel Avivu.

## Díla
- LAPID, Lihi; TOVIA, Miriam. ha-Ḳesharim. Ramat Gan: [s.n.], 1994. OCLC 34447094
- Woman of Valor. [s.l.]: [s.n.], 2013. ISBN 978-965-229-640-5. OCLC 857371638